# Вальд (Берн)
Вальд (нем. Wald) — коммуна в Швейцарии, в кантоне Берн. Входит в состав округа Зефтиген. Население составляет 1119 человек (на 31 декабря 2006 года).